# شهرستان سن خوان (کلرادو)
شهرستان سن خوان، کلرادو (به انگلیسی: San Juan County, Colorado) یک سکونتگاه مسکونی در ایالات متحده آمریکا است که در کلرادو واقع شده‌است.

## خصوصیات
شهرستان سن خوان ۱٬۰۰۴٫۹۲ کیلومترمربع مساحت دارد.